# Porto Pisano
Pour les articles homonymes, voir Pisano.
L'ancien port de Pise, Porto Pisano (port pisan), aussi appelé Triturrita (aux trois tours), était le principal port maritime de la république de Pise. Il donnait sur la mer Ligure près de l'embouchure de l'Arno. Au XIIIe siècle, à son apogée, c'était l'un des ports maritimes les plus importants d'Italie : il égalait sinon surpassait les ports de Gênes et de Venise. Il se trouvait au nord de la ville actuelle de Livourne, non loin de l'actuelle Fortezza Vecchia.

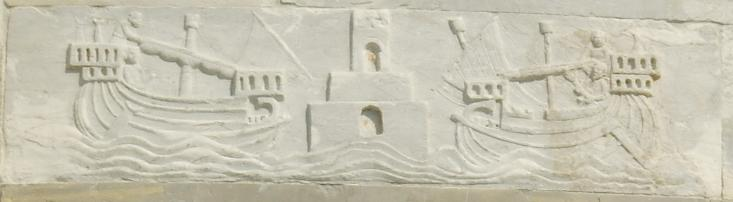
Bas-relief de la tour de Pise illustrant le port de Pise.

Lors de la bataille de la Meloria en 1284, la flotte génoise fit le blocus du port de Pise, et Pise subit une lourde défaite, qui finit par entraîner le déclin de la ville. Par la suite, le port de Pise fut sous la coupe de Gênes. Le 28 août 1421, il fut vendu à Florence, qui décida de faire de Livourne son principal port maritime parce que le port de Pise souffrait de l'augmentation des dépôts alluviaux et de l'éloignement du trait de côte. Après le XVIe siècle, on cessa d'utiliser le port.
L'emplacement du port de Pise est actuellement occupé par San Piero a Grado, banlieue de Pise.

## Histoire

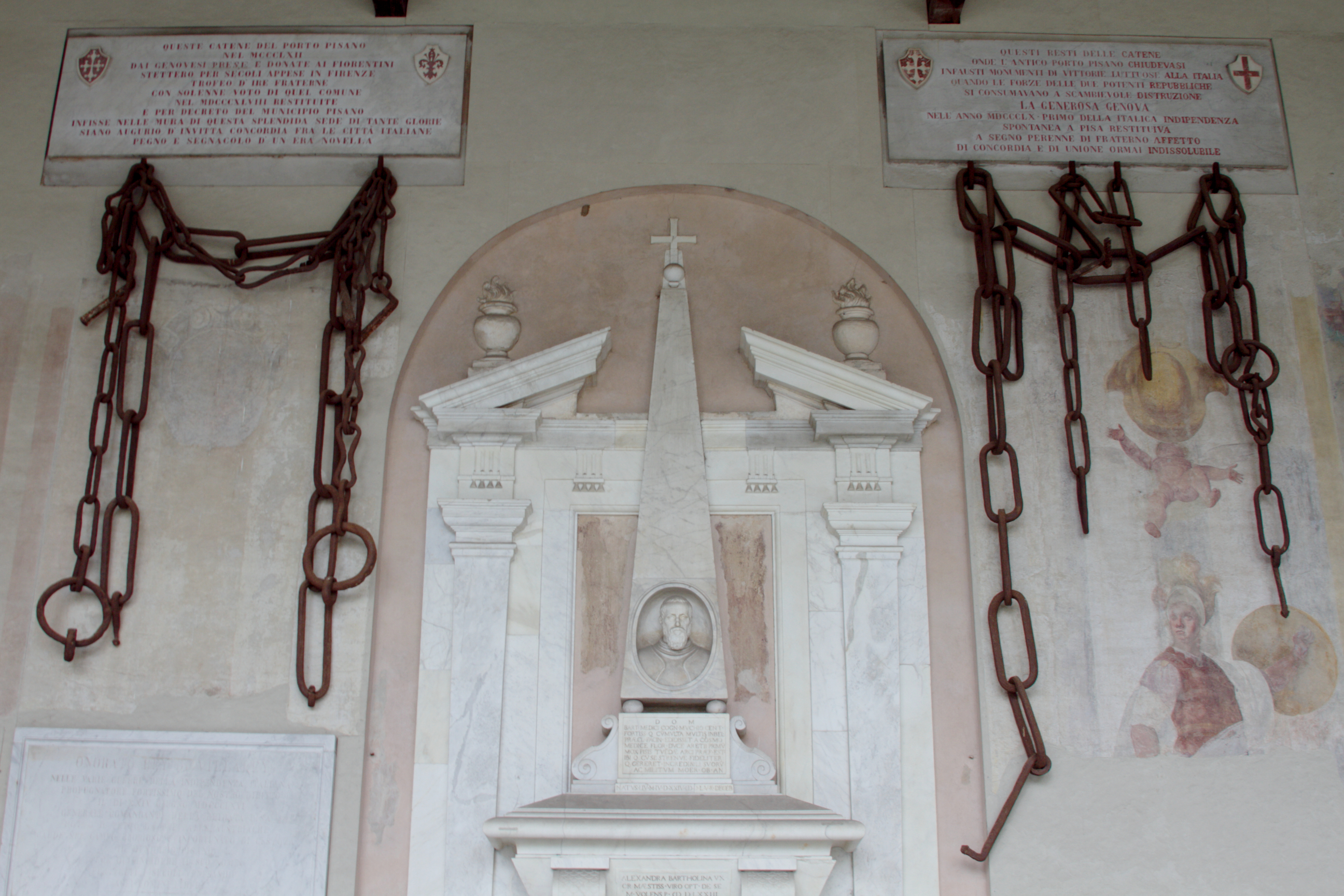
Chaînes du port de Pise prises par la république de Gênes et rendues en 1860

Au XIIe siècle, Pise était l'une des villes commerçantes les plus importantes d'Italie, mais se trouvait légèrement dans les terres et avait grand besoin d'un port maritime. Avant le milieu du siècle, le port de Pise était simplement un débarcadère, et en 1156, les travaux débutèrent pour en faire un grand port. Trois tours furent construites de 1154 à 1163 pour garder le port de Pise, et une quatrième le fut dans la mer pour guider les navires. À partir de 1162, l'entrée du port était protégée par une chaîne suspendue entre deux des tours. En 1174, on construisit un grand entrepôt. À partir du port de Pise, les navires longeaient la côte jusqu'à l'embouchure de l'Arno, puis remontaient le fleuve jusqu'à Pise. Le court trajet côtier était constamment menacé par les Génois et les pirates : la flotte pisane devait donc patrouiller cette côte. Il y avait aussi une route qui reliait le port à Pise et deux hôpitaux pour les voyageurs malades.
Les ouvrages du port furent détruits par les Génois de 1285 à 1290, mais furent reconstruits en quelques années, et le port fut réutilisé.